# Sigma Centauri
Sigma Centauri (σ Cen, σ Centauri) è una stella nella costellazione del Centauro di magnitudine apparente +3,91 e distante 412 anni luce dal sistema solare.
Si tratta di una stella bianco-azzurra di sequenza principale di tipo spettrale B2V; la sua massa è quasi 7 volte quella solare ed ha un'età stimata di circa 25 milioni di anni.